# 駒木根葵汰
駒木根葵汰（日语：／ Komagine Kiita，2000年1月30日—），是日本茨城縣出生的演員、模特兒、藝人，經紀公司為Horipro，身高178cm，血型為O型。
在2021年出演超級戰隊系列第45作《機界戰隊全開者》，飾演「五色田介人/全界凱撒」。
在2022年出演超級戰隊系列第46作《暴太郎戰隊DON BROTHERS》，飾演「五色田介人/全界凱撒BLACK」。

## 簡介
高中時，他以「長得好看的高中生」成為Instagram上的熱門話題，並被HoriPro事務所發掘 。
被提名為2018年4月號的Popteen第四屆新世代美男子大選。結果是第五名，但之後他將以男模特的身份出現。
2020年從HoriPro Digital移籍至Horipro，將藝名改為駒木根葵汰（こまぎね きいた）。
2021年在《機界戰隊全開者》中，飾演「五色田介人/全界凱撒」的男主角演出。
2022年在《暴太郎戰隊DON BROTHERS》中，飾演「五色田介人/全界凱撒BLACK」，連二部作品皆為主要演員。

## 演藝經歷

### 電視劇
- 超級戰隊系列（朝日電視台）
  - 機界戰隊全開者（2021年3月7日 - 2022年2月27日）- 主演：五色田介人 / 全界凱撒[4]
  - 暴太郎戰隊DON BROTHERS（2022年3月6日 - 2023年2月26日）- 飾演：五色田介人 / 全界凱撒BLACK[5]
- 深深地戀愛 特別篇《更深地戀愛 命運般的重逢特別篇》（2021年6月16日，日本電視台）
- 神速偵探2 第8話（2022年6月2日，讀賣電視台・日本電視台） - 飾演：篠塚
- 商店街的鋼琴家（2022年10月3日 - 12月26日，BS松竹東急）- 主演：澤本蓮
- 發信人是誰？（2022年10月11日 - 12月16日，TBS） - 飾演：御手洗健
- 詐欺獵人 第4話（2022年10月28日，TBS）- 飾演：Yamari（ヤマリ）
- 星降的夜晚（2023年1月17日 - 3月14日，朝日電視台）- 飾演：犬山正憲[6]
- 愛憎警視廳・心理分析搜查班 特別篇《殺人小丑》（2023年3月28日，富士電視台） - 飾演：多賀谷湧
- 天狗的廚房（2023年10月5日 - 12月7日，BS-TBS）- 主演：飯綱基[7]
  - 天狗的廚房2（2024年10月22日 - 12月24日）
- 黃昏優作（2023年10月7日 - 11月25日，BS東視・BS東視4K）- 飾演：川上晴樹
- 上班族殺手 第6話 - 最終話（2023年12月1日 - 12月15日，朝日電視台）- 飾演：金髮（キンパツ）
- 松本清張電視劇SP 第一夜「臉」（2024年1月3日，朝日電視台）- 飾演：和田友彥
- 25時，赤坂見（2024年4月19日 - 6月21日，東京電視台）- 主演：羽山麻水（與新原泰佑雙主演）
  - 25時，赤坂見 Season2（2025年10月 - ）
- 與你一起綻放～新選組青春錄～ 第12話 - 最終話（2024年7月18日 - 9月12日，朝日電視台）- 飾演：伊東甲子太郎
- 傳說的頭目 翔（2024年7月19日 - 9月6日，朝日電視台）- 飾演：丸川敦
- 我們陷入戀愛的理由 第4話 - 最終話（2024年11月2日 - 12月21日，朝日電視台）- 飾演：今村航大
- 新・暴坊將軍（2025年1月4日，朝日電視台）- 飾演：德川宗武
- 並非不願接受（2025年4月3日 - 6月19日，東京電視台）- 飾演：上下亮
- 總有一天，英雄（2025年4月6日 - 6月1日，朝日放送電視台・朝日電視台）- 飾演：渋谷勇氣
- 明天會是更好的一天 第4話（2025年7月29日，富士電視台）- 飾演：長野敦[8]

### 網路劇
- 《『機界戰隊全開者』 外傳 全開紅大介紹！》（2021年3月21日、28日，TELASA）- 主演：五色田介人 / 全界凱撒[9]

### 電影
- 超級戰隊系列（東映）
  - 機界戰隊全開者 THE MOVIE 赤色戰鬥！全戰隊大集會！！（2021年2月20日）- 主演：五色田介人 / 全界凱撒[10]
  - 假面騎士聖刃 + 機界戰隊全開者 超級英雄戰記（2021年7月22日）- 主演：五色田介人 / 全界凱撒[11]
  - 暴太郎戰隊Don Brothers THE MOVIE 新·初戀英雄（2022年7月22日）- 飾演：五色田介人 / 全界凱撒BLACK
- 涅墨西斯：黃金螺旋之謎（2023年3月31日，日本華納兄弟） - 飾演：Ryota[12]

### 舞台劇
- 50週年紀念公演 機界戰隊全開者 第3彈 特別公演「伝説パワー全力全開！聖地を揺るがす大激闘！」（2021年11月27日 - 2022年1月9日，シアターGロッソ）- 主演：五色田介人 / 全界凱撒[13]
- 機界戰隊全開者 第4彈「全開！痛快！まさかの展カイ！！Gロッソ最後の戦い！！」（2022年2月5日 - 3月21日，シアターGロッソ）- 主演：五色田介人 / 全界凱撒

## 外部連結
- 駒木根葵汰 （页面存档备份，存于） (Horipro事務所個人資料)
- 駒木根葵汰的Twitter （页面存档备份，存于） (@kiita0130_)
- 駒木根葵汰的Instagram （页面存档备份，存于） (@_kiita_0130_)
- 駒木根葵汰的YouTube （页面存档备份，存于）

| 前任： 岐洲匠 (兼紅色) （宇宙戰隊九連者） | 日本超級戰隊系列白色戰士演員 機界戰隊全開者 暴太郎戰隊DON BROTHERS 2021年3月7日-2023年2月26日 | 繼任： 池田匡志 （國王戰隊帝王者）         |
| 前任： 小宮璃央 （魔進戰隊煌輝者）        | 日本超級戰隊系列第一主角演員 機界戰隊全開者 2021年3月7日-2022年2月27日                        | 繼任： 樋口幸平 （暴太郎戰隊DON BROTHERS） |